# Octavio Aragão
Octavio Carvalho Aragão Júnior mais conhecido por Octavio Aragão (Rio de Janeiro, 15 de dezembro de 1964) é um designer gráfico, professor universitário e escritor brasileiro.

## Biografia
Graduado pela Escola de Belas Artes da UFRJ (EBA), depois de trabalhar em várias agências de publicidade e escritórios de design, com uma rápida passagem como desenhista de produção de cinema, especializou-se durante a década de 1990 na produção de infografias — gráficos informativos veiculados em grandes jornais e revistas cariocas. Depois de passagens pela UniBennett e pelos cursos de extensão das Faculdades Hélio Alonso, foi empossado como professor do departamento de desenho industrial da Universidade Federal do Espírito Santo (UFES), onde lecionou História das Técnicas do Desenho Industrial, Projeto de Design e Tópicos Especiais (Arte Sequencial). Hoje, depois de outro concurso, é professor adjunto da Escola de Comunicação da UFRJ (ECA-UFRJ), onde ministra as cadeiras de Jornalismo Gráfico 1 e 2 e um dos coordenadores da Semana Internacional de Quadrinhos da UFRJ.
Foi coordenador de arte de O Globo, sub-editor de arte de O Dia e editor de arte da linha de revistas de informática da Ediouro Publicações. Em 1998, estreia profissionalmente como escritor, com o conto Eu Matei Paolo Rossi. Dois anos mais tarde, deu início ao projeto Intempol, um portal temático na internet, que é um dos primeiros projetos multimédia de arte fantástica brasileira, além de pólo de produção cultural, principalmente no campo literário e da arte sequencial. Foi citado por publicações francesas e norte-americanas como um projeto inédito e relevante no gênero, além de ganhar o Prêmio Argos do Clube de Leitores de Ficção Científica (CLFC) em 2001.
Em 2000, retornou ao ambiente acadêmico para cursar a pós-graduação na mesma instituição onde se formou em 1987, a Escola de Belas Artes da UFRJ (EBA). No mestrado, pesquisou a vida e obra de Angelo Agostini, um dos pioneiros das história em quadrinhos no Brasil, também colaborou com o site Universo HQ, especializado em histórias em quadrinhos. Em 2002, ao lado de Carlos Orsi Martinho, Aragão publicou o artigo "From Russia with Madness" no site do escritor americano Philip José Farmer e em 2004, ambos entrevistam o autor para o site Intempol.
Em 2003, é lançada a webcomic A Mortífera Maldição da Múmia (adaptação de um conto de  Carlos Orsi Martinho por Rodrigo Martins, Carlos Felipe Figueiras, Gustavo Novaes e Felipe Moura), a HQ também foi lançada em CD-ROM durante o Anime Friends daquele ano. Em 2005, Aragão participou da antologia de artigos Imaginário Brasileiro e Zonas Periféricas – Algumas Proposições da Sociologia da Arte, editado pela professora doutora Rosza W. vel Zoladz, publicado pela Editora 7Letras e pela Fundação Carlos Chagas Filho de Amparo à Pesquisa do Estado do Rio de Janeiro (FAPERJ), além de assinar artigos acadêmicos nas revistas ArteEnsaio e Nossa História. No mesmo ano é publicada a graphic novel The Long Yesterday – Intempol, publicada pela editora Comic Store, o álbum foi escrito por Osmarco Valladão e desenhado por Manoel Magalhães, baseado em um conto da série Intempol.
O romance A Mão que Cria, foi publicado em 2006 pela Editora Mercuryo. O livro surgiu como uma fanfic protagonizada pelo herói Aquaman da DC Comics e publicada no site Hyperfan, nele o autor cria uma história alternativa com elementos de steampunk, o romance mistura personagens reais e fictícias, dentre eles o escritor francês Jules Verne e até mesmo alguns personagens do autor e de outros autores, tal prática já era comum em obras de Philip José Farmer e Kim Newman. Nesse mesmo ano, a revista Wizard Brasil n⁰ 31 da Panini Comics publica a história em quadrinhos Belvedere Blues, ambientada no universo de Intempol, roteirizada por Osmarco Valladão e arte de Manoel Magalhães.
Em 16 de agosto de 2007, defendeu tese de doutorado, pelo Programa de Pós-Graduação da Escola de Belas Artes da UFRJ: A Charge Política Contemporânea nos Jornais Diários e sua Influência na Visão do Público a Respeito do Presidente Luiz Inácio Lula da Silva.
Em 2010, Aragão participou da antologia Vaporpunk – Relatos 'Steampunk' Publicados sob as Ordens de Suas Majestades da Editora Draco, no mesmo ano realiza o copidesque do livro Uma Princesa de Marte de Edgar Rice Burroughs pela editora Aleph. Já em 2011, participou das antologias Ficção de Polpa Volume 4: Crime! publicada pela Não Editora e Sherlock Holmes - Aventuras Secretas da Editora Draco, em ambas as antologias, escreveu histórias do detetive inglês criado por Arthur Conan Doyle, atualmente em domínio público. Em 2012, também pela Draco, participou da antologia Dieselpunk – Arquivos Confidenciais de uma Bela Época e publicou a graphic novel Para Tudo se Acabar na Quarta-Feira. A história é ambientada no universo ficcional de Intempol e teve roteiros do próprio Octavio e arte de Manoel Ricardo, o universo ficcional já havido sido explorado em histórias em quadrinhos, na webcomics A Maldita Maldição da Múmia, em uma história curta intitulada Belvedere  Blues, publicada na revista Wizard Brasil e no álbum The Long Yesterday, essa foi primeira HQ roteirizada pelo próprio Octavio.
Em 2012, novamente com Carlos Orsi Martinho, Octavio se envolve com obra de Philip José Farmer no conto "The Last of The Guaranys" na antologia The Worlds of Philip José Farmer: Portraits of a Trickster da Meteor House, no ano seguinte o conto é republicado na antologia Tales of the Wold Newton Universe pela editora Titan Books, o conto coloca os personagens Ceci e Peri do livro O Guarani de José de Alencar ao Wold Newton Universe de Farmer, que conecta personagens como Sherlock Holmes, Tarzan, entre outros. No mesmo ano apresentou a tese de pós-doutorado: Visões do Futuro do Pretérito: A Ficção Científica nos Quadrinhos Brasileiros e seu Impacto no Imaginário do Séc. XX, supervisionado por Heloisa Buarque de Hollanda. Publica um conto na antologia Space Opera – Jornadas Inimagináveis em uma Galáxia não muito Distante da Draco. Publica o ensaio Brazilian Science Fiction and the Visual Arts: From Political Cartoons to Contemporary Comics no livro Latin American Science Fiction: Theory and Practice, organizado por  J. Andrew Brown.
Aragão também participa da Comissão Científica das Jornadas Internacionais de Histórias em Quadrinhos, organizado pela Universidade de São Paulo (USP). No evento de 2013, foi lançado o livro Os Quadrinhos na Era da Digital – Hqtrônicas, Webcomics e Cultura Participativa publicado pela Marsupial Editora, organizado por Lucio Luiz, o livro traz textos de Aragão, Edgar Franco, Roberto Elísio dos Santos, Victor Corrêa, Marcel Luiz, Pedro de Luna, Vítor Nicolau, Henrique Magalhães, Paulo Ramos, Renata Prado, Reinaldo Pereira de Moraes e do próprio Lucio Luiz. Ainda em 2013, publica outro livro ambientado no universo de Intempol: Reis de Todos os Mundos Possíveis, publicado pela Draco, pela mesma editora, participa da antologia Excalibur – Histórias de Reis, Magos e Távolas Redondas
Em 2016, publicou um artigo no livro Enquadrando o Real – Ensaios sobre Quadrinhos Biográficos, Históricos e Jornalísticos, organizado por Waldomiro Vergueiro, Paulo Ramos e Nobu Chinen, publicado pela Criativo Editora. Foi o idealizador do Prêmio LeBlanc, criado em 2018, que engloba várias vertentes da cultura pop produzidas no Brasil e dedicado às produções nacionais nos campos das histórias em quadrinhos, animação, literatura fantástica e games. O nome do prêmio é uma homenagem ao artista André Le Blanc. Ainda em 2018, lança pela editora Caligari, A Mão que Pune – 1890, sequência de A Mão que Cria, que no ano seguinte, ganha o Prêmio Argos de Melhor Romance. Também fez parte do júri do Festival Anima Mundi no mesmo ano.
Em 2020, publicou a HQ Psicopompo, desenhada por Carlos Hollanda e em outubro do mesmo ano participou da antologia de contos 2021, publicada pela Marca de Fantasia editada por Edgar Franco, onde fez um conto inspirado em uma ilustração feita por Edgar. Em dezembro de 2021, a editora Caligari lançou a antologia de quadrinhos Intempol – Agora, com quadrinhos de Octavio Aragão, Carlos Hollanda, Manoel Magalhães, Letícia Pusti, Marsal Branco, Osmarco Valadão, Lidiane Cordeiro, Manel Fogo, Bianca Bernardi, Edgar Franco e capa de Leo. Em 2024, participou da antologia 2057, organizada por Carlos Hollanda e Rafael Senra para a Editora Verter.

## Publicações
Lista resumida:

| Publicações |
| --- |
| - "Eu Matei Paolo Rossi" (antologias Outras Copas, Outros Mundos, Ano-Luz, 1998, e Intempol, Ano-Luz, 2001). - "Trevo" (antologia Phantastica Brasiliana, Ano-Luz, 2000). - "Um Museu de Velhas Novidades" (antologia Intempol, Ano-Luz, 2000). - "Armageddon em Madureira" (antologia Vinte Anos no Hiperespaço, Virgo, 2003). - "Lâminas Cruzadas" (antologia Vinte Voltas ao Redor do Sol, CLFC, 2005). - Quando a Lua Sorri (Revista Cult, 2006). - A Mão que Cria, (Mercuryio, 2006). - Imaginários Brasileiros e Zonas Periféricas (Rosza Vel Zoladz (org.), Editora 7 Letras, 2006). - "Para Tudo se Acabar na Quarta-feira" (antologia Por Universos Nunca Dantes Navegados, Luís Filipe Silva (org.), Portugal, 2007). - Quadrophenia (MojoBooks, Rio de Janeiro, 2008). - '"A Fazenda-Relógio" (Vaporpunk – Relatos 'Steampunk' Publicados sob as Ordens de Suas Majestades, Editora Draco, 2010). - "O Caso do Americano Audaz" (Ficção de Polpa - Volume 4: Crime!, Não Editora, 2011). - Para Tudo se Acabar na Quarta-Feira (Draco, 2011). - "O Dia em que Virgulino Cortou o Rabo da Cobra…" (Dieselpunk – Arquivos Confidenciais de uma Bela Época, Draco, 2011). - "The Last of The Guaranys", em parceira com Carlos Orsi Martinho (The Worlds of Philip José Farmer: Portraits of a Trickster, Meteor House, 2012 e Tales of Wold Newton Universe, Titan Books, 2013). - Os Quadrinhos na Era da Digital – HQtrônicas, Webcomics e Cultura Participativa (Lucio Luiz (org.), Marsupial Editora, 2013). - Enquadrando o Real – Ensaios sobre Quadrinhos Biográficos, Históricos e Jornalísticos. (Waldomiro Vergueiro, Paulo Ramos e Nobu Chinen (orgs.), publicado pela Criativo Editora, 2016). - A Mão que Pune – 1890 (Caligari, 2018). - Psicopompo (Caligari, 2020). - 2021 (Edgar Franco (org.), Parahyba, Marca de Fantasia, 2020). - Intempol – Agora (Caligari, 2021). |

## Prêmios
- 2019 - Prêmio Argos de Melhor Romance com A Mão Que Pune – 1890.[44]
- 2014 - Prêmio Argos de Melhor Conto por Viragem.[45]
- 2001 - Prêmio Argos na categoria Melhor Publicação por Intempol.[3]

### Indicações
- Com Intempol – Agora, foi indicado ao Prêmio HQMix de Melhor Publicação de Aventura/Terror/Fantasia em 2022.[46]
- Psicopompo foi indicado em 2020 no 37.º Prêmio Angelo Agostini na categoria Melhor Colorista com Carlos Hollanda[47] e em 2021, a publicação foi indicada para o Prêmio Odisseia de Literatura Fantástica na categoria Quadrinhos Fantásticos.[48]